# Kiss Dániel Tamás
Kiss Dániel Tamás (Szombathely, 1976. április 16.–)  okleveles építész tervezőművész, belsőépítész szakiránnyal.

## Életpályája
A szombathelyi Kanizsai Dorottya Gimnáziumban érettségizett, majd 1994–99-ben a Soproni Egyetem Faipari Karának Alkalmazott Művészeti Intézetében építész-tervezőművész oklevelet szerzett belsőépítész szakiránnyal. Tanárai Bánáti János, Csíkszentmihályi Péter, Fekete György, Csernyi József.
Az egyetem évei alatt társalapítója a Workshopron Egyesületnek. A diploma megszerzése után két diáktársával 1999-ben céget alakított MORFO Tervezőművészeti Műhely néven, amely mind a mai napig eredményesen működik Szombathelyen. A MORFO sajátossága már a kezdetek óta, hogy teljes körű, komplex tervezői szolgáltatást végeznek az építészeti tervezéstől a belsőépítészeti tervezésen át a formatervezési feladatok megoldásáig, illetve grafikai arculattervezésig bezárólag. Cégtársával, Tóth Péterrel számos nagyberuházáshoz kapcsolódó belsőépítészeti munka mellett (szombathelyi és körmendi vasútállomás, szombathelyi Megyeháza díszterme, Hotel Caramell Bükk szombathelyi vendéglátóegységek komplett tervezését (Bánya Café, Palace Restraurant, Club Incognito) üzletek, bankfiókok (Lamivéd, Savaria Takarékszövetkezetek), kiállítóterek (Savaria Múzeum részére), illetve magánházak enteriőrjeinek terveit készítették az évek során.
2006-tól dolgozik a svájci RAUMFORUM tervezőiroda vezetőjével, Rolf Balmerrel, akivel alpesi hotelek (Hotel Krebs – Interlaken, Hotel Ermitage Golf – Gstaad; Hotel Giardino – Ascona; Hotel Matthiole – Zermatt), illetve magánrezidenciák belsőépítészeti terveit készítik el. Belsőépítészeti munkáit a logikus tisztaság, funkcionális egyszerűség mellett az optimalizáló ötletesség jellemzi.
Tevékenysége első éveiben erősen experimentális jellegű bútorokat tervezett (Goyo elemes tárolóbútor; Flat ágy; Aqua asztal; Reflex kiállítási installáció), melyeket hazai kiállításokon mutatott be (Átrium – Jövő Bútorai; Lakástrend; Van Még; Térerő; Furnitúra).
2009–2012 között belsőépítész óraadó volt a Nyugat-magyarországi Egyetem AMI Belsőépítész Tanszékén.

## Tagságok
A Magyar Alkotóművészek Országos Egyesülete (1999), a Szombathelyi Iparművészeti Fesztivál Egyesület (1999), a Vas megyei Építész Kamara (2001), a Magyar Belsőépítészeti Egyesület  (2004), a Magyar Feltalálók Egyesülete (2009) tagja.